# Refrain (chanson)
Pour les articles homonymes, voir Refrain (homonymie).
Ne doit pas être confondu avec Refrain.
Chansons représentant la Suisse au Concours Eurovision de la chanson
Das alte Karussell
(1956) L'Enfant que j'étais
(1957)
Chansons ayant remporté le Concours Eurovision de la chanson
 Net als toen
(1957)
Refrain est la chanson gagnante du Concours Eurovision de la chanson 1956, interprétée par la chanteuse suisse Lys Assia, marquant la première victoire de la Suisse à ce concours. 
Ce fut la toute première lauréate du concours, mais pas la première interprétation par la Suisse. Cette anomalie apparente est due aux règles du concours 1956 permettant (la seule fois à ce jour) à chaque pays qui participe d'être représenté par deux chansons. Assia a représenté la Suisse en chantant deux chansons (une des deux seuls interprètes à en chanter deux), et avait déjà chanté Das alte Karussell en allemand (Refrain étant chanté en français).

## À l'Eurovision
Elle est intégralement interprétée en français, l'une des langues nationales suisses, comme le veut la coutume avant 1966. L'orchestre est dirigé par Fernando Paggi.
Il s'agit de la neuvième chanson interprétée lors de la soirée, après Corry Brokken qui représentait les Pays-Bas avec Voorgoed voorbij et avant Mony Marc qui représentait la Belgique avec Le Plus Beau Jour de ma vie. À l'issue du vote, la chanson s'est classée 1re sur 14 chansons. Comme le tableau d'affichage pour ce concours n'a jamais été rendu public, il est impossible de dire combien de points elle a obtenu,.
Lys Assia est revenue au Concours Eurovision de la chanson l'année suivante en 1957 avec la chanson L'Enfant que j'étais et en 1958 avec Giorgio.

## Liste des titres
| A. | Refrain          | Émile Gardaz, Mario Robbiani, Géo Voumard      |  |
| B. | Arrivederci Roma | Renato Rascel, Fernand Bonifay, Roger Berthier |  |

## Historique de sortie
| Pays ou région | Date | Format   | Label |
| -------------- | ---- | -------- | ----- |
| Allemagne,     | 1956 | 78 tours | Decca |
| Europe         | 1956 | 45 tours | Decca |
| France         | 1956 | 78 tours | Decca |